# فريدريك رايلي
فريدريك رايلي (بالإنجليزية: Frederick Riley)‏ (9 يناير 1912 بإنجلترا في المملكة المتحدة - 7 ديسمبر 1942) هو لاعب كرة قدم بريطاني في مركز الهجوم، شارك في الألعاب الأولمبية الصيفية 1936. وشارك مع منتخب المملكة المتحدة الوطني لكرة القدم. أما مع النوادي، فقد لعب مع Casuals F.C. ‏.

## وصلات خارجية
- فريدريك رايلي على موقع عالم كرة القدم.نت (الإنجليزية)
- فريدريك رايلي على موقع أوليمبيديا (الإنجليزية)